# 上田美和
上田 美和（うえだ みわ、9月29日 - ）は、日本の漫画家。兵庫県加古郡稲美町出身。稲美町立稲美中学校・兵庫県立東播磨高等学校卒業。
1985年、『別冊フレンドDX Juliet』（講談社）5月号に掲載された「桃色媚薬」でデビュー。以後、『別冊フレンド』（講談社）を中心に活躍。1999年、「ピーチガール」で第23回講談社漫画賞少女部門を受賞。同作は、テレビアニメ化や台湾で「ピーチガール〜蜜桃女孩〜」のタイトルでテレビドラマ化され、作者の代表作である。

## 作品リスト
上段が単行本名、下段は表題作以外の収録作品。
- 未収録
  - 桃色媚薬
  - ぼくたちの共通語
  - ドライビング・ブギ
  - そこだけセピア色の時間
- キューピーのパンツを脱がさないで
  - 思春期同盟
  - 蜃気楼BOY
- 今日のわたしは困ったDOLL
  - 一秒ごとにフォーリンラブ
  - ありすの樹でつかまえて
  - ロリポップあげたいな
  - ロンサムエンジェル
- G戦場のマリア
  - おりこうしちゃったボク
- イミテーション◆ゴールド（全2巻）
  - 小春日和/インディアン・サマー
- 月夜の赤ずきん
  - ミドリの砂時計
  - 星のささやき
  - サマー・バレンタイン
- サイン コサイン 恋サイン（全3巻）
- ジーザス・クライスト!（全2巻）
- Oh! myダーリン（全8巻）
- エンジェル★ウォーズ（全4巻）
- ガラスの鼓動（全4巻）
  - これが女の生きる道
  - レンアイの自由
- ピーチガール（全18巻）
- 裏ピーチガール（全3巻）
- パピヨン-花と蝶-（全8巻）
- プレ♥マリ（全3巻）
- ロコモコ（別冊フレンド 2012年 全3巻）
  1. ISBN 978-4-06-341795-1 （2012年1月号 - 4月号、第1話 - 第4話）
  2. ISBN 978-4-06-341813-2 （2012年5月号 - 8月号、第5話 - 第8話）
- あるいていこう（別冊フレンド 2012年 - 2014年 全3巻）
  1. ISBN 978-4-06-341861-3（2012年12月号、2013年1月号、3月号、第1話 - 第3話）
  2. ISBN 978-4-06-341887-3（2013年5月号 - 7月号、9月号、第4話 - 第6話）
  3. ISBN 978-4-06-341913-9（2013年12月号、2014年1月号 - 3月号、第7話 - 第10話）
- 海自とおかん（BE・LOVE 2022年5月号 - ）